# Suzanne Perrottet
Suzanne Perrottet (* 13. September 1889 in Rolle; † 10. August 1983 in Zürich) war eine Schweizer Tänzerin, Tanz- und Bewegungs-Pädagogin, Choreografin und Musikerin.

## Leben
Perrottet erhielt eine Ausbildung zur Violinistin am Genfer Konservatorium bei Émile Jaques-Dalcroze, später auch in seiner Spezialklasse für Rhythmische Gymnastik. Als diplomierte Lehrerin der Rhythmischen Gymnastik (1909) folgte sie 1910 Jaques-Dalcroze an die Bildungsanstalt für Musik und Rhythmus in Hellerau. Dort unterrichtete sie unter anderen Mary Wigman, Marie Rambert und Gustav Güldenstein.
1912/13 ging sie nach Wien, um Kurse in der Methode Jaques-Dalcroze zu geben. Auf Kur im Sanatorium „Weißer Hirsch“ bei Dresden, in dem die Patienten gemäß lebensreformerischen Prinzipien gepflegt wurden, lernte sie Rudolf von Laban kennen und lieben. 1913 schloss sie sich Laban auf dem Monte Verità an und war während des Ersten Weltkrieges seine engste Mitarbeiterin in Zürich. In der Zeit entwickelte sich zwischen ihr, Laban und seiner Frau ein weitgehend harmonisches Dreiecksverhältnis. Sie blieb seine Geliebte und wurde Mutter des Sohnes Allar Perrottet (später André Perrottet von Laban). Perrottet zog 1915 mit Laban, seiner Frau Maja Lederer, deren zwei Kindern und Sohn Allar gemeinsam nach Hombrechtikon bei Zürich. Dort lebten sie in Armut ähnlich wie auf dem Monte Verità, indem sie Lebensmittel selbst anbauten, handwerkliche Arbeiten ausführten und ihre Kleidung selbst nähten. Perrottet entwickelte passend zu Reform-Gedanken bequeme Kleidung für Alltagsarbeit und Tanz. Perrottet war in Ascona und Zürich Labans wichtigste Tanzpädagogin und Mitarbeiterin neben Mary Wigman und Katja Wulff. 
Die ebenfalls ca. 1915 von Laban in Zürich gegründete Schule für Bewegungskunst übernahm Suzanne Perrottet 1918. Den Schulnamen änderte sie mehrfach. Sie entwickelte ihr tanzpädagogisches Konzept eigenständig weiter und unterrichtete in ihrer Schule bis 1979.
1916–1917 nahm sie an Dada-Abenden im Cabaret Voltaire teil, indem sie am Klavier aktuelle Kompositionen unterschiedlicher Komponisten (u. a. Arnold Schönberg), eigene Werke und Improvisationen spielte.
Ärzte wie Max Bircher-Benner und Carl Gustav Jung schickten ihre Patienten zu Perrottet, auch Lehrer, Architekten und Schauspieler besuchten ihre Schule. 1936 erhielt sie einen Lehrauftrag an der ETH Zürich für Rhythmische Gymnastik, Ausdrucksbewegung und Anleitung zu musikalischer Begleitung. Am Zürcher Bühnenstudio wurde Perrottet Lehrerin für Pantomime, Gymnastik und Tanz. In 1939 war sie Mitbegründerin und bis 1955 Vorstandsmitglied des Schweizerischen Berufsverbandes für Tanz und Gymnastik (SBTG).
Die Bibliothek des Kunsthauses Zürich übernahm 1990 den Nachlass Suzanne Perrottets als Schenkung von ihren Erben.

## Archiv
- Fonds documentaire Giorgio Wolfensberger: Suzanne Perrottet, Interviewaufzeichnung, A-1067, http://data.performing-arts.ch/r/9559762d-cf89-4cf2-beed-9b383cdd8fb6, Stiftung SAPA, Bern